# Ребозо

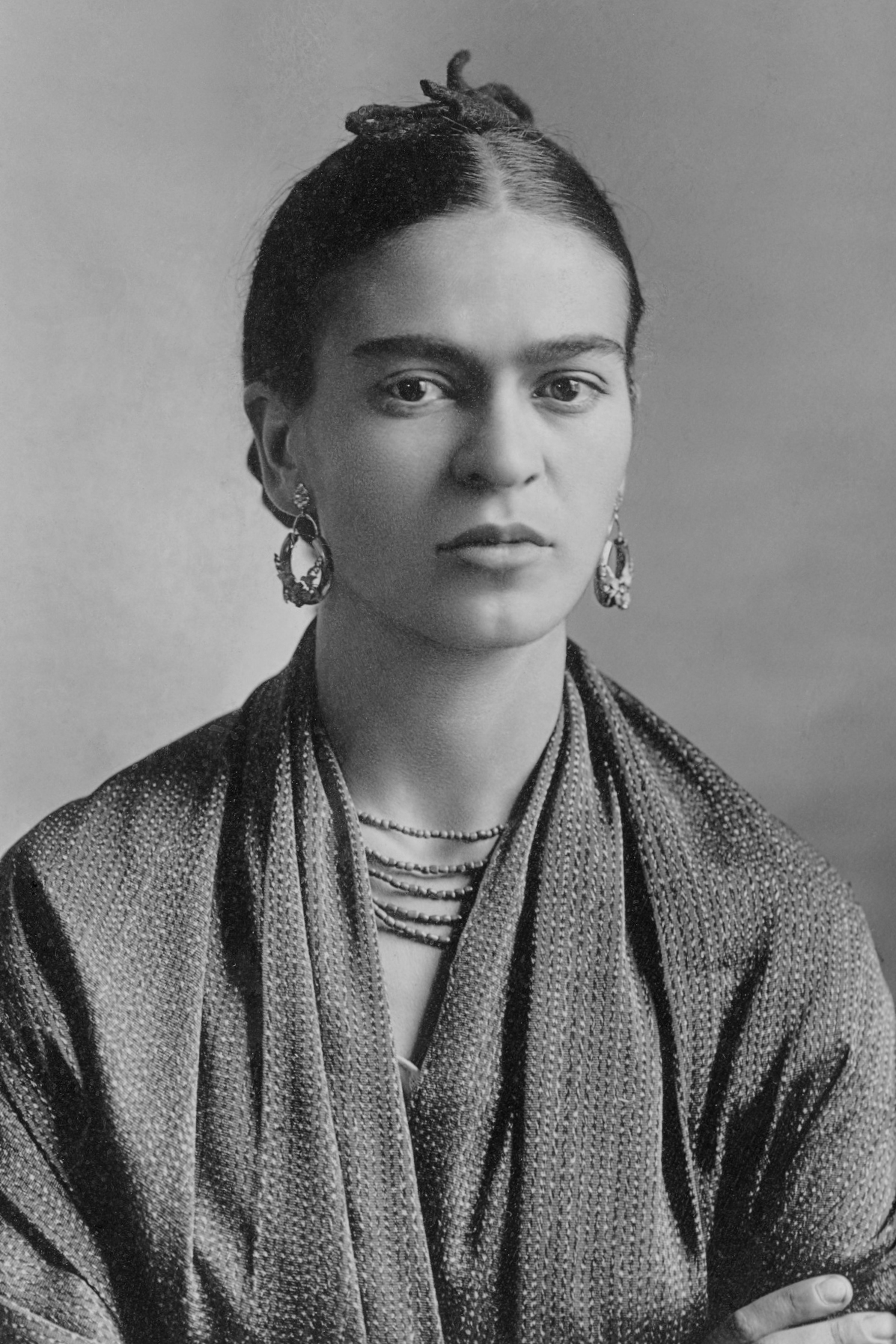
Фріда Кало

Ребозо — довгий одяг який складається з декількох шматків тканини, дуже схожий на хустку. Ребозо носять переважно мексиканські жінки. Його можна носити різними способами, як правило, складеним або обгорнутим навколо голови або верхньої частини тіла, щоб сховатися від сонця, забезпечити тепло і як аксесуар до вбрання. Він також використовується для перенесення немовлят або замість торби, особливо серед корінних жінок. Походження одягу точно невідоме, але, найімовірніше, ребозо бере початок в ранньому колоніальному періоді, оскільки традиційні варіанти одягу точно зазнали європейського та азійського впливів. Одежина вважається частиною мексиканської ідентичності, і майже всі мексиканські жінки володіють принаймні однією. Її носили такі відомі жінки, як Фріда Кало, актриса Марія Фелікс та колишня перша мексиканська перша леді Маргарита Завала. Ребозо і досі популярна в сільській місцевості Мексики, однак їх використання зменшилось у містах.

## Опис та використання одягу
Як і пончо, хуйпілита серапи, ребозо є класичним мексиканським одягом, виготовленим із прямого, в основному необрізаного полотна, але ребозо мають свої особливості. Це переважно жіночий одяг, традиційно плетений рукою, що відрізняється складною бахромою, сплетеною пальцями. Мексиканці кажуть, що носіння ребозо робить рух жінки більш витонченим. Носіння ребозо є ознакою спадщини Мексики, і тому продажі цього одягу подвоюється до Дня незалежності Мексики 16 вересня. Через особливості одежини, особливо бахроми, її слід прати вручну. Барвник зрідка може бути кольоростійким, тому слід використовувати м'яке мило.
Традиційні ребозо мають дизайн, створений за допомогою технології фарбування ікат, і мають різні візерунки. Регіональні ребозо є більш барвистими, тому їх походження легко визначити, особливо з Оахаки, Чіапас та Герреро. Канонічні ребозо виткані вручну з бавовни, вовни, шовку та мають різну довжину. Довжина хустки варіюється від 1,5 до приблизно 3,5 метрів. Тип використовуваного волокна є головним фактором при визначенні вартості вироба. Ціна може коливатися від декількох сотень песо до тисяч песо. Зазвичай найдорожчі ребозо зроблені з тонкого чистого шовку.

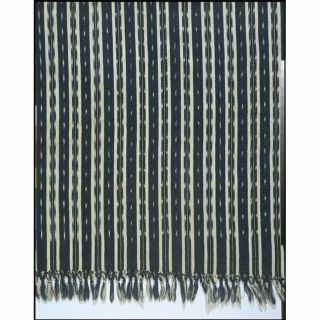
Мексиканське ребозо

## Історія

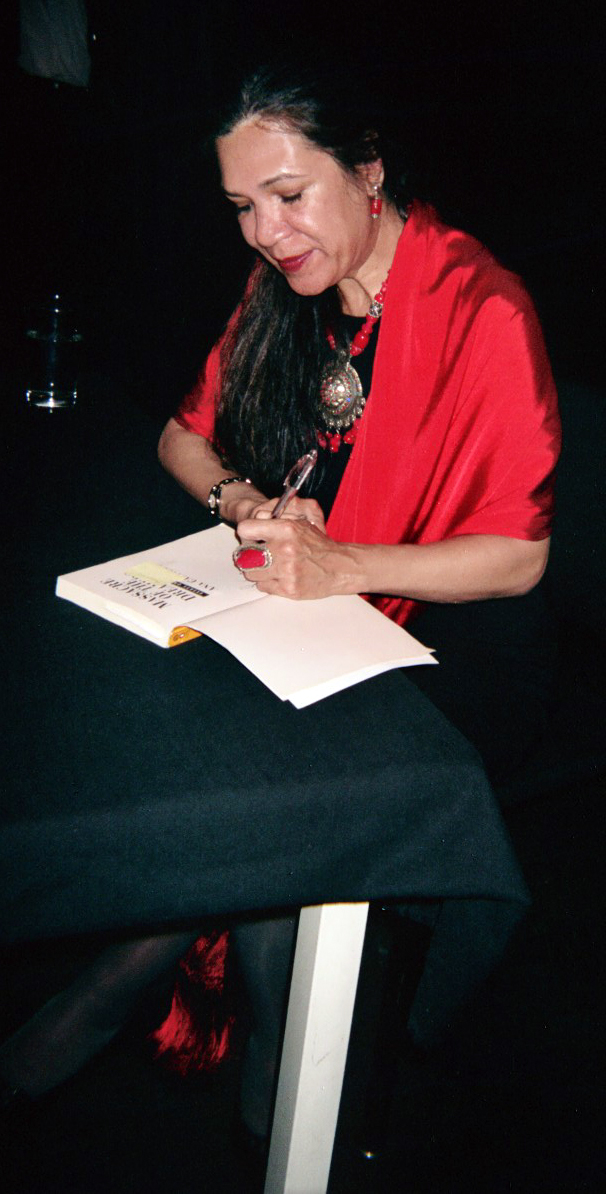
Письменниця Ана Кастільо в ребозо

Назва походить від іспанської мови, від дієслова, що означає прикривати чи огортати себе.
Походження ребозо невідоме, але, ймовірно, воно бере початок ще в ранньому колоніальному періоді. Перша згадка та опис цього одягу в письмових записах датується 1572 р.
У 1886 році у Франції було створено синтетичний шовк під назвою віскозне волокно. Використання цієї більш дешевої нитки зробило декоративні ребозо більш доступними. Його використання в якості ідентифікаційного маркера мексиканської ідентичності почалося в часи Шарлотти Бельгійської, яка часто одягала ребозо на офіційні заходи.
До кінця 19 століття одяг став незамінним, і його виготовлення стало важливим рукоділлям.
Ребозо прийшлося у нагоді під час Мексиканської революції, і навіть стало символом жінок-повстанців. Найчастіше його використовували для перенесення зброї, під виглядом немовлят, через федеральні контролні пункти. Також у ці часи воно слугувало в якості «плаща» для мертвих.

## Пов'язані поняття
- Хуйпіл[en]
- Серапе
- Пончо